# Русіянов Іван Микитович
Іва́н Мики́тович Русія́нов (1900—1984) — радянський воєначальник, генерал-лейтенант танкових військ (7.06.1943). Герой Радянського Союзу (1978).

## Життєпис
Народився 11 вересня 1900 року в селі Щупли Смоленського повіту Смоленської губернії Російської імперії (нині — Смоленський район Смоленської області Росії), в селянській родині. Росіянин. Здобув неповну середню освіту.
У лавах Червоної армії з листопада 1919 року. Брав участь у громадянській війні в Росії, у Польсько-російській війні. Був діловодом, інспектором відділу штабу 16-ї армії Західного фронту. З травня 1921 року — помічник ад'ютанта окремого полку військ ВНК на західному кордоні РРФСР. Член РКП(б) з 1921 року.
У 1924 році закінчив 3-тю піхотну Західну школу командного складу (м. Смоленськ). До 1930 року проходив військову службу в складі 81-го стрілецького полку 27-ї стрілецької дивізії Білоруського військового округу (БВО): командир взводу, помічник командира роти, командир і комісар роти, помічник командира батальйону.
У 1931 році закінчив стрілецько-тактичні КУКС РСЧА «Постріл» імені Комінтерну. З квітня того ж року — командир батальйону 22-го стрілецького полку і помічник командира 24-го стрілецького полку 8-ї стрілецької дивізії БВО. З листопада 1932 року — командир і військком 10-го стрілецького полку 4-ї стрілецької дивізії. З липня 1937 року — помічник командира 29-ї стрілецької дивізії БВО. З жовтня 1938 року — командир 52-ї стрілецької дивізії БВО. Брав участь у радянському вторгненні до Польщі у 1939 році, під час якого отримав поранення.
З червня 1940 року — командир 100-ї стрілецької дивізії 2-го стрілецького корпусу Західного особливого військового округу (ЗОВО). 4 червня 1940 року присвоєне військове звання «генерал-майор». У травні 1941 року закінчив Курси удосконалення вищого керівного складу при Військовій академії Генерального штабу імені К. Є. Ворошилова.
Учасник німецько-радянської війни з червня 1941 року. 100-та стрілецька дивізія Західного фронту під командуванням генерал-майора І. М. Русіянова відзначилась у оборонних боях поблизу Мінська (Білорусь). 6 вересня 1941 року 100-та стрілецька дивізія 24-ї армії звільнила місто Єльню в ході Єльнінської наступальної операції військ Резервного фронту. Наказом НКО СРСР від 18 вересня 1941 року 100-та стрілецька дивізія була перетворена в 1-шу гвардійську стрілецьку дивізію. У листопаді 1942 року на базі 1-ї гвардійської стрілецької дивізії був розгорнутий 1-й гвардійський механізований корпус, яким до кінця війни командував І. М. Русіянов. 7 червня 1943 року йому було присвоєне військове звання «генерал-лейтенант танкових військ».
Після закінчення війни продовжував командувати корпусом, а після його реформування — дивізією. З 1946 року — заступник командувача 4-ю гвардійською танковою армією ГРОВН. У 1947—1949 роках — заступник командира 4-ї гвардійської танкової дивізії.
У 1949 році закінчив Вищу військову академію імені К. Є. Ворошилова. З 1950 року — заступник начальника Управління військових навчальних закладів бронетанкових і механізованих військ. У квітні 1953 року вийшов у запас, згодом — у відставку.
Мешкав у Москві, де й помер 21 березня 1984 року. Похований на Кунцевському кладовищі.

## Нагороди
Указом Президії Верховної Ради СРСР від 21 лютого 1978 року «за мужність і героїзм, виявлені в боротьбі з німецькими загарбниками в роки Великої Вітчизняної війни», гвардії генерал-лейтенантові у відставці Русіянову Івану Микитовичу присвоєне звання Героя Радянського Союзу з врученням ордена Леніна і медалі «Золота Зірка» (№ 11287).
Нагороджений трьома орденами Леніна, чотирма орденами Червоного Прапора, орденами Кутузова 1-го ступеня (28.04.1945), Суворова 2-го ступеня (26.10.1943), медалями, іноземними нагородами.